# Eikozanoidni receptor
Eikozanoidni receptor je integralni membranski protein koji detektuje prisustvo eikozanoidnih signalnih molekula. Većina, mada ne svi, su G protein spregnuti receptori. Primer ne-GPCR receptora koji vezuje eikozanoide je .
Ovo su poznati humani eikozanoidni GPCR receptori grupisani po tipu eikozanoidnog liganda koji vezuju:

## Leukotrien
Leukotrieni:
- 1 (Cisteinil leukotrienski receptor 1) -
- 2 (Cisteinil leukotrienski receptor 2) -
- 1 (Leukotrienski B4 receptor)  -
- 2 (Leukotrienski B4 receptor 2)  -

## Lipoksin
Lipoksini:
- (Formil peptidnom receptoru-sličan 1) -

## Oksoeikozanoid
Oksoeikozanoid:
- Oksoeikozanoidni (OXE) receptor 1 -

## Prostanoid
Prostanoidi:
- - 1 (Prostaglandin D2 receptor) -
- 2:
- 2 (prostaciklin):  -
- 2 (tromboksan):  -

## Literatura
1. ↑  DuBois RN, Gupta R, Brockman J, Reddy BS, Krakow SL, Lazar MA (1998). „The nuclear eicosanoid receptor, PPAR-γ, is aberrantly expressed in colonic cancers”. Carcinogenesis. 19 (1): 49—53. PMID 9472692. doi:10.1093/carcin/19.1.49.
2. ↑  Coleman RA, Smith WL, Narumiya S (1994). „International Union of Pharmacology classification of prostanoid receptors: properties, distribution, and structure of the receptors and their subtypes”. Pharmacol. Rev. 46 (2): 205—29. PMID 7938166.
3. ↑  Brink C, Dahlén SE, Drazen J, Evans JF, Hay DW, Nicosia S, Serhan CN, Shimizu T, Yokomizo T (2003). „International Union of Pharmacology XXXVII. Nomenclature for leukotriene and lipoxin receptors”. Pharmacol. Rev. 55 (1): 195—227. PMID 12615958. doi:10.1124/pr.55.1.8.
4. ↑  Brink C, Dahlén SE, Drazen J, Evans JF, Hay DW, Rovati GE, Serhan CN, Shimizu T, Yokomizo T (2004). „International Union of Pharmacology XLIV. Nomenclature for the oxoeicosanoid receptor”. Pharmacol. Rev. 56 (1): 149—57. PMID 15001665. doi:10.1124/pr.56.1.4.

## Spoljašnje veze
- „Leukotriene Receptors”. IUPHAR Database of Receptors and Ion Channels. International Union of Basic and Clinical Pharmacology. Архивирано из оригинала 03. 03. 2016. г.
- „Prostanoid Receptors”. IUPHAR Database of Receptors and Ion Channels. International Union of Basic and Clinical Pharmacology. Архивирано из оригинала 15. 04. 2021. г.
- Eicosanoid+receptors на 